# Российско-венгерские отношения
Российско-венгерские отношения — двусторонние дипломатические отношения между Российской Федерацией и Венгрией. Отношения имеют долгую историю и развиваются поступательно. После победы на парламентских выборах 2010 года партии ФИДЕС её лидер Виктор Орбан заявил о заинтересованности в выстраивании с Россией качественно новых отношений на основе «стандартов двадцатого века».

## Политические отношения
Политическое сотрудничество имеет регулярный характер и строится на договорно-правовой базе двусторонних отношений, ключевым элементом которой остаётся «Договор о дружественных отношениях и сотрудничестве», подписанный 6 декабря 1991 года. Всего между Россией и Венгрией действует около 50 соглашений межправительственного и межведомственного характера.
Официальный визит президента России Владимира Путина в Венгрию состоялся 28 февраля—1 марта 2006 года. Президент Венгрии посещал Москву по случаю юбилейных мероприятий в честь 60-летия Победы и участвовал в V Всемирном конгрессе финно-угорских народов 27—29 июня 2008 года в Ханты-Мансийске, где состоялась его беседа с Президентом Российской Федерации. 7 декабря 2007 года в Будапеште и 10 марта 2009 года в Москве состоялись российско-венгерские межправительственные консультации на уровне глав правительств. Премьер-министр Венгрии Виктор Орбан 30 ноября 2010 года и 31 января 2013 года посетил Москву с рабочими визитами, в ходе которых состоялись его переговоры с Путиным. В январе 2014 года состоялся повторный визит Орбана в Москву. По итогам переговоров Путина и Орбана были подписаны документы, которые станут новым шагом в развитии отношений. По словам российского президента, российско-венгерские контакты с премьером «носят деловой, регулярный характер, развиваются по всем направлениям, имея в виду экономику, межпарламентские связи, политику». Со своей стороны Виктор Орбан особо подчеркнул, что:
Россия является очень важным партнёром для Венгрии, а наше экономическое взаимодействие является стратегическим. За пределами Евросоюза Россия представляет собой важнейшего экономического партнёра Венгрии. Мы ценим тот прогресс, который был достигнут под вашим руководством. Ещё год назад мы условились нарастить экономическое взаимодействие, и нам это удалось. В сфере торговли прогресс не имеет аналогов, и подписание подготовленных документов должно стать дальнейшим шагом на этом пути.
Регулярный характер носят контакты между министерствами и ведомствами двух стран. Министр иностранных дел Венгрии побывал в Москве с рабочим визитом 7 февраля 2011 года. Встречи двух министров прошли также «на полях» конференций мининдел ОБСЕ на острове Корфу в июне 2009 года и в Афинах в декабре 2009 года. Министр иностранных дел Российской Федерации Сергей Лавров посетил Венгрию с рабочим визитом 2—3 мая 2013 года.
В рамках межпарламентских связей 29 октября—1 ноября 2001 года состоялся визит в Венгрию председателя Государственной Думы. Председатель Совета Федерации 22—23 октября 2006 года принял участие в мероприятиях в Будапеште, посвящённых 50-летию венгерских событий 1956 года. Заместитель председателя Государственного собрания Венгрии Я. Латорцаи 29 ноября 2012 года был принят в Государственной Думе. Поддерживаются контакты между парламентскими комитетами и группами депутатов. 1—3 июня 2010 г. Москву посетил председатель Комитета Госсобрания Венгрии по международным делам М. Балла, 28 февраля 2013 года — руководитель парламентской фракции ФИДЕС А. Роган, 21 мая — фракции партии «Йоббик» Г. Вона, 19 июня — фракции ВСП А. Мештерхази. В Госсобрании сформирована депутатская группа по связям с палатами Федерального Собрания Российской Федерации, делегация которой 20 — 24 марта посетила Москву (председателем депутатской группы с июня 2013 года является лидер «Йоббик» Г. Вона).

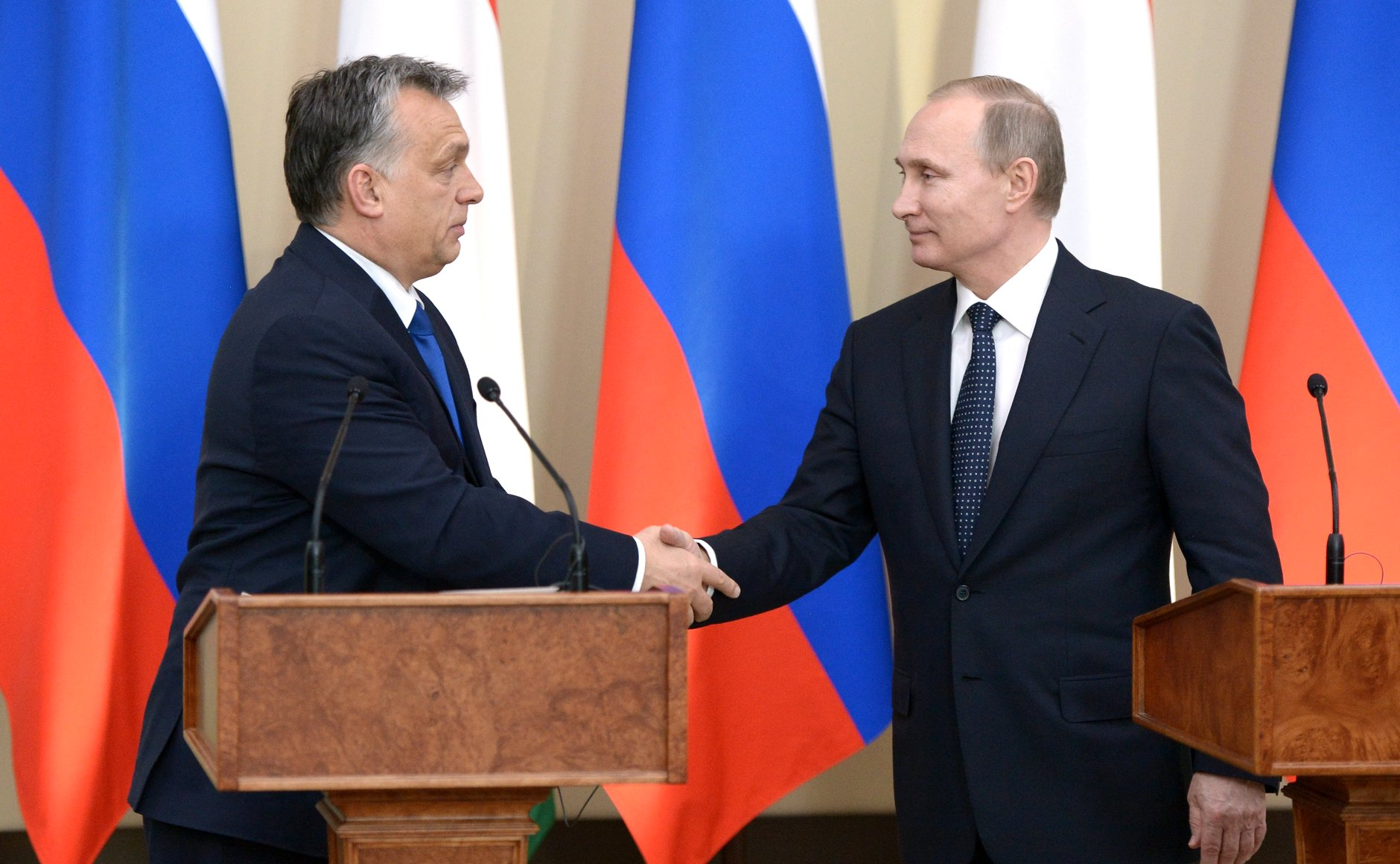
Встреча Президента России Владимира Путина с Премьер-министром Венгрии Виктором Орбаном. Ново-Огарёво, 17 февраля 2016 года

В сотрудничество на уровне регионов вовлечены около половины субъектов Российской Федерации (зарегистрированы межрегиональные соглашения, подписанные администрациями Республики Коми, Московской, Самарской, Челябинской областей, Ханты-Мансийского автономного округа и «диагональные» соглашения администраций Республики Башкортостан, Калужской, Ленинградской, Омской, Свердловской, Челябинской областей с отраслевым министерством). Интерес с венгерской стороны проявляется к связям с финно-угорскими этносами, проживающими в России, с учётом общности культурно-исторических и языковых корней. Представители России и Венгрии принимают участие во всемирных конгрессах финно-угорских народов. VI конгресс состоялся 5—7 сентября 2012 года в городе Шиофоке, Венгрия.
В рамках взаимодействия между правоохранительными органами в октябре 2011 год Москву посетил Генеральный прокурор Венгрии П. Полт, (Генеральный прокурор России Ю. Я. Чайка побывал в Будапеште в октябре 2009 года). 19 октября 2011 года Венгрию посетил Министр юстиции России А. В. Коновалов, 15 мая 2013 года «на полях» 3-го Петербургского международного юридического форума и 3 сентября в Москве состоялись его встречи с заместителем премьер-министра, министром юстиции Венгрии Т. Наврачичем. «На полях» ПСП Россия-ЕС в г. Санкт-Петербурге в мае 2011 года был подписан российско-венгерский Исполнительный протокол к Соглашению между Россией и ЕС о реадмиссии. Руководитель ФМС России К. О. Ромодановский посетил Венгрию 13 мая 2013 года.
Председатель Верховного суда В. М. Лебедев в ходе визита в Будапешт 22 апреля 2013 года встретился с председателем Курии — высшего судебного органа Венгрии П. Дараком.
В апреле 2015 года Президент Венгрии  Янош Адер отказался от поездки в Москву на празднование посвящённое 70-летию Победы в Великой Отечественной войне.
В конце января 2019 года в ответ на требование США занять более жёсткую позицию по отношению к России и Китаю, премьер-министр Виктор Орбан выступил против давления, ответив, что Венгрия стремится к тому, чтобы занимать более нейтральную позицию, что стране интересно вести бизнес с Россией.
В начале сентября 2022 года стало известно, что Венгрия намерена воспрепятствовать обновлению санкций против России, если из списка лиц, в отношении которых действуют ограничительные меры и чьи активы заморожены, не будут исключены крупные предприниматели Алишер Усманов, Петр Авен и Виктор Рашников.

## Экономические отношения
В соответствии с соглашением об экономическом сотрудничестве от 16 февраля 2005 года возобновлена деятельность Российско-Венгерской межправительственной комиссии по экономическому сотрудничеству (МПК). В октябре 2010 года под эгидой ТПП создан Деловой совет по сотрудничеству с Венгрией (председатель — зам. председателя правления Сбербанка России С. Н. Горьков). Одна из проблем, которую предстоит решить Совету — ликвидация «перекоса» во взаимном обеспечении интересов экономических операторов. Если венгерскому бизнесу в России, в регионах обеспечен «зелёный свет», то ряд российских компаний сталкивается с трудностями в своей деятельности в Венгрии.
Объём взаимной торговли формируется под воздействием европейского кризиса: в 2012 году сократился на 7 % и составил 11,6 млрд долл. Российский экспорт уменьшился на 7 % до 8,3 млрд долл. Его основная часть приходится на топливо и сырьё, доля машин и оборудования остаётся невысокой (около 2 %). Импорт из Венгрии сократился на 8 % и составил 3,3 млрд долл. (машины и оборудование, фармацевтическая продукция, пищевкусовые товары). Перспективным направлением являются взаимные инвестиции. Суммарный объём накопленных российских капиталовложений в Венгрии — 1,5 млрд долл., венгерских в России — до 2 млрд долл.
В начале сентября 2022 года на фоне введенных против России санкций, правительство Венгрии объявило о подписании контракта с «Газпромом» на поставку через Сербию дополнительных 5,8 млн кубометров природного газа в сутки. Министр иностранных дел и внешней торговли Петер Сийярто заявил, что нельзя на этот вопрос смотреть сквозь призму идеологии. 
Он добавил, что оппозиционные журналисты и активисты могут как угодно называть «Газпром», но у венгерского народа будет достаточно природного газа на зиму, и никто в Венгрии не окажется  без газа для отопления, купания или приготовления пищи. Сийярто отметил, что все прошедшее время «Газпром» был надежным партнёром и поставки газа по южному направлению осуществляются в полном объёме каждые сутки. 

### Энергетика
Объектами интересов российского капитала в Венгрии являются прежде всего топливно-энергетический сектор и атомная энергетика. Как отметил премьер-министр Венгрии Виктор Орбан, «заключённое в 1966 году соглашение между СССР и Венгерской Народной Республикой о сотрудничестве в области атомной энергетики — это хорошее свершение. Опираясь на это соглашение, мы смогли создать условия и сделать конкретные шаги по укреплению российско-венгерского взаимодействия в этой сфере». В контексте реализации проекта «Южный поток» в 2008 года в Москве подписано межправительственное соглашение о сотрудничестве при создании газопровода для транзита природного газа через территорию Венгрии, в соответствии с которым на паритетных началах создано совместное предприятие для проектирования, строительства и эксплуатации венгерского участка газопровода. Соответствующие договорённости закреплены в коммерческих соглашениях между ОАО «Газпром» и венгерскими партнёрами. 7 декабря 2012 года министр национального развития Венгрии Ж. Немет Ласлоне участвовала в церемонии сварки первого стыка этого газопровода. Под логотипом «Лукойл» в Венгрии действует 76 АЗС и оптовая база.
ОАО «ТВЭЛ» провело работы по восстановлению 2-го энергоблока АЭС «Пакш», повреждённого в результате аварии, и совместно с ЗАО «Атомстройэкспорт» осуществило программу продления срока эксплуатации и повышения мощности четырёх энергоблоков станции (суммарно — с 1760 до 2000 МВт). Венгерская сторона высказывала готовность пригласить специалистов Госкорпорации «Росатом» участвовать в предстоящем тендере по строительству новых блоков АЭС «Пакш». 14 января 2014 года было подписано соглашение о строительстве двух новых энергоблоков, мощность которых составит от 100 до 120 МВт.
9 марта 2023 года Reuters сообщило о телефонных переговорах, прошедших накануне между министром иностранных дел Венгрии Петером Сийярто и заместителем премьер-министра России Александром Новаком. Стороны подтвердили приверженность контракту на поставку газа, согласно которому Венгрия получает 4,5 миллиарда кубометров газа в год из России по трубопроводу «Турецкий поток». Венгрия подтвердила намерение заблокировать любые санкции Европейского союза, относящиеся к ядерной энергетике.  В апреле 2023 года Венгрия продлила соглашение с РФ о дополнительных поставках газа через трубопровод «Турецкий поток». Глава МИД страны Петер Сийярто отметил, что 85 % природного газа поступает в Венгрию из России, поэтому его важность очевидна. Вместе с этим был решен вопрос оплаты транзита российской нефти через трубопровод «Дружба». Также Сийярто сообщил о том, что Венгрия и «Росатом» договорились внести изменения в документацию строительства атомной станции «Пакш-2», чтобы процессы, связанные с этим проектом, не попадали под западные санкции.

### Бизнес и производство
Присутствие венгерского бизнеса заметно в России в банковском секторе, разработке и добыче углеводородного сырья, строительстве, агропромышленном комплексе, фармацевтической промышленности. 
Банк «ОТП» приобрёл более 96 % акций «Инвестсбербанка» и 100 % Донского народного банка, а российский «Сбербанк» — ряд зарубежных активов австрийского «Фольксбанка», включая и его сеть в Венгрии. 
Концерн «МОЛ» в рамках СП «ЗМБ» ведёт разработку Западно-Малобалыкского месторождения (ХМАО) с объёмом добычи 2,7 млн тонн. «МОЛ» также приобрёл 100 % пакеты акций на участок «Сургутский-7» в ХМАО, в Оренбургской и Томской областях (общая стоимость сделок — около 200 млн долл.). 
Продолжается совместное предпринимательство: в Венгрии и России действует около тысячи СП с участием компаний двух стран. В феврале 2006 года была подписана «Программа российско-венгерского сотрудничества в области нанотехнологий». В рамках этой программы в венгерском городе Мишкольце был создан институт нанотехнологий под эгидой Общественного фонда прикладных исследований им. Золтана Баи. С 2007 года существует СП «НАНОВО», опирающееся на технологические разработки российской компании «НТ-МТД». СП планирует перейти к практическому использованию результатов нанотехнологических исследований, в частности, освоению производства текстильных изделий с применением наносеребра. Фармацевтические предприятия «Гедеон Рихтер» и «Эгис» выступают соинвесторами производства медикаментов в России. При содействии государственной компании по страхованию экспортных кредитов «Мехиб» и экспортно-импортного банка «Эксимбанк» венгерские фирмы участвовали в строительстве и оснащении учреждений здравоохранения, жилья и ряда социальных объектов в российских регионах.

### Сельское хозяйство
Развиваются двусторонние связи в области сельского хозяйства. Из Венгрии поставляются плодоовощная продукция, мясо и пищевые субпродукты, племенной скот (свыше 300 млн долл.). Поставки продукции АПК из России незначительны (0,5 млн долл.). Ведётся совместная работа в области селекционного растениеводства. В феврале 2012 года министр регионального развития Венгрии Шандор Фазекаш совершил визит в Москву, в частности, он курирует вопросы развития венгерского агропромышленного комплекса. В поездке его сопровождал госсекретарь по продовольствию Эндре Кардеван. В Москве Фазекаш посетил выставку Продэкспо-2012 и имел переговоры с российскими партнёрами. В настоящее время около 100 венгерских фирм поставляют свою продукцию в Россию. В 2010 году размеры венгерского экспорта достигли 230 млн евро при практически нулевом встречном импорте продовольствия из России. Предполагается, что экспорт венгерского продовольствия в Россию в 2011 году возрос ещё на 10 %. В Продэкспо-2012 приняли участие 13 венгерских фирм из общего числа участников — 2200 фирм. Заметную группу составили венгерские вина, консервы, овощи и фрукты. Только по яблокам венгерский экспортный потенциал для российского рынка составляет 40-50 тыс. тонн.

## Культурные отношения
По линии Российской академии наук ведётся научное сотрудничество по 46 совместным темам, в том числе в сфере космических исследований и биотехнологий.
Востребованными являются контакты в культурно-гуманитарной сфере. При участии фонда «Русский мир» в университетах им. Л. Этвеша (город Будапешт) и им. Я. Паннониуса (город Печ) открыты «русские кабинеты». В университетах столиц финно-угорских регионов России созданы «венгерские пункты». В 2011 году в Венгрии учреждена Ассоциация за культурные связи с Россией им. Л. Толстого. Продолжает свою работу левоориентированное Общество дружбы и культурных связей с Россией. 30 сентября 2013 года состоялось подписание Соглашения о сотрудничестве между Российским центром национальной культуры в Будапеште и Обществом венгеро-российской культуры и дружбы. У истоков создания Общества в 1945 году стояли такие выдающиеся представители Венгрии, как учёный-биохимик, лауреат Нобелевской премии Альберт Сент-Дёрди и композитор Золтан Кодай.
Взаимные «сезоны», посвящённые достижениям национальных культур, состоялись в 2005 году. В марте 2006 года Венгрии была передана коллекция церковных книг из библиотеки Шарошпатакского реформатского колледжа, оказавшаяся в России по итогам Второй мировой войны.
В ноябре 2008 года в городе Дёндёше близ Будапешта Международной Федерацией русскоязычных писателей открыт памятник Александру Пушкину. 3 ноября 2011 года на родине венгерского космонавта Берталана Фаркаша установлен бюст Юрия Гагарина. В январе 2012 г. одна из аллей Городского парка Будапешта названа именем Л. Н. Толстого, 16 сентября с. г. на ней установлен бюст великого писателя.
15 апреля 2013 года между Минкультуры России и Министерством социального развития Венгрии подписана Программа сотрудничества на 2013—2015 год. Протокол между этим венгерским ведомством и Минобрнауки России, подписанный 10 сентября 2013 года, возобновил действие протокола об обменах в области образования на 2009—2011 годы.
В соответствии с межправительственным Соглашением о статусе воинских захоронений сформирована двусторонняя смешанная комиссия, очередное заседание которой состоялось 30-31 мая 2013 года в Будапеште. При Посольстве России функционирует представительство Минобороны России по военно-мемориальным вопросам, предметом заботы которого являются более 1 тыс. советских воинских захоронений, расположенных на территории Венгрии.